# Sepulcro del príncipe Don Juan

Sepulcro del príncipe Juan en el monasterio de Santo Tomás de Ávila.

El sepulcro del príncipe Don Juan es un monumento funerario renacentista, realizado en mármol de Carrara. Se encuentra en lugar preferente y junto al altar mayor de la iglesia de Santo Tomás de la ciudad de Ávila, (España). Su autor es el italiano Domenico Fancelli.

## Historia
Tras el éxito que obtuvo en Sevilla el escultor Fancelli con la obra del Sarcófago del Cardenal Diego Hurtado de Mendoza, el conde de Tendilla (Íñigo López de Mendoza y Quiñones), a quien la Corte española le había pedido que se hiciera cargo del sarcófago destinado al primogénito de los Reyes Católicos (el príncipe Juan), encargó a este escultor la nueva obra. La reina Isabel la Católica había dejado en su testamento que se labrase un sepulcro de mármol para el enterramiento de su hijo.
De Sevilla viajó Fancelli a Granada donde se encontraba don Íñigo, para formalizar los detalles pertinentes. Allí se le proporcionó un retrato del príncipe que le serviría de modelo para labrar la cara y el cuerpo. Fancelli partió inmediatamente a Carrara donde adquirió 25 carretadas de mármol para su nueva obra que, realizada en Génova, comenzó en 1512 y terminó al año siguiente.

## Descripción
El sepulcro es una obra exenta, como corresponde a la nueva tipología que aportaba el Renacimiento. Otra novedad fue la de hacer la cama prismática en talud, a semejanza del sepulcro del papa Sixto IV realizado por los hermanos Pollaiuolo para la basílica de San Pedro. La estatua yacente está tendida sobre el lecho, con las manos juntas en oración, y con expresión de calma y felicidad. El cojín donde descansa la cabeza está festoneado con relieves planos de gran destreza y primor. Bajo las manos y sobre su cuerpo, está la espada. A ambos lados están colocadas las manoplas. En el centro de los laterales hay un medallón: en un lateral, la imagen de la Virgen, en el otro la imagen de Juan el Bautista. A los costados de estos medallones y acopladas en arquerías están labradas las Virtudes Cardinales y las Teologales. Las esquinas supo resolverlas Fancelli matando las asperezas de las aristas con las esculturas de unos grifos mitológicos, recurso de gran acierto que repitió más tarde en el sepulcro de los Reyes Católicos en Granada.
A los pies hay una placa en que está escrito un epitafio con la vida y cualidades del príncipe:

Juan, príncipe de las Españas, adornado de todas las virtudes e instruido en las buenas artes, amante verdadero de la religión y de la Patria y queridísimo de sus padres, quien en pocos años con su gran prudencia, probidad y piedad, hizo muchos bienes, descansa bajo este sepulcro, el que mandó fabricar Fernando el Católico, rey valeroso, defensor de la Iglesia, su muy bueno y piadoso padre, mas Isabel, su madre, purísima Reina cristiana y depósito de todas las virtudes, mandó por testamento la realización; vivió 19 años, murió en 1497.

La verja de plata que rodeaba el sepulcro fue robada y varios de los magníficos relieves fueron mutilados por los franceses en 1809 durante la guerra de la independencia que, además, profanaron los restos del príncipe Juan, cuyos restos mortales se han perdido.